# .kn
.kn es el dominio de nivel superior geográfico (ccTLD) para San Cristóbal y Nieves.